# Kyle Fogg
Kyle Edward Fogg (* 27. Januar 1990 in Brea, Kalifornien) ist ein US-amerikanischer Basketballspieler. Nach dem Studium in seiner Heimat gewann Fogg in der NBA Development League (D-League) 2013 die Meisterschaft mit den Rio Grande Valley Vipers. Anschließend spielte Fogg in Europa und wurde in der finnischen Korisliiga 2014 Most Valuable Player (MVP) und Topscorer. Nach einer Saison in Belgien war Fogg in der Basketball-Bundesliga 2015/16 für die Eisbären Bremerhaven in der höchsten deutschen Spielklasse aktiv, in der er zum BBL All-Star Game Mitte Januar 2016 eingeladen wurde. Ende der Saison 2016 wechselte er zum spanischen Verein Unicaja Málaga.

## Karriere
Nach dem Schulabschluss in seiner Geburtsstadt begann Fogg ein Studium an der University of Arizona in Tucson, wo er ab 2008 für die Hochschulmannschaft Wildcats in der damaligen Pacific-10 Conference (Pac-10) der NCAA spielte. Mit den Wildcats erreichte er 2011 und 2012 jeweils das Finalturnier der nach Aufstockung mittlerweile als Pac-12 firmierenden Conference, wobei Fogg in seinem Abschlussjahr 2012 auch in das „Pac-12 First Team“ der fünf besten Spieler des Jahres in der Conference gewählt wurde. In Foggs erster Spielzeit 2009 war man im landesweiten NCAA-Endrundenturnier nur an Nummer 12 in der Region gesetzt, erreichte aber überraschend die dritte Runde, wo man im Sweet Sixteen den topgesetzten Cardinals der University of Louisville deutlich unterlag. Nach einem Jahr Pause kehrte man 2011 in die NCAA-Endrunde zurück und mit Derrick Williams zogen die Wildcats gar in das „Elite Eight“ genannte Regional final ein, wo man nur sehr knapp mit zwei Punkten Unterschied dem späteren Titelgewinner UConn Huskies um MOP Kemba Walker und dem deutschen Freshman Niels Giffey unterlag. In Foggs Abschlussjahr 2012 verpassten die Wildcats ohne den in die NBA gewechselten Williams die NCAA-Endrunde und schieden stattdessen im National Invitation Tournament überraschend bereits in der ersten Runde aus.
Nachdem Fogg im NBA-Draft 2012 von keinem Klub ausgewählt worden war, versuchte er sich über Trainingslager und die NBA Summer League im Trikot der Houston Rockets doch noch für einen Vertrag in der am höchsten dotierten Profiliga NBA zu empfehlen. Die Rockets entließen ihn Mitte Oktober in der Saisonvorbereitung aus seinen vertraglichen Verpflichtungen, gaben ihm aber einen Kaderplatz in ihrem „Farmteam“ Rio Grande Valley Vipers in Hidalgo an der Grenze zu Mexiko. Mit dieser Mannschaft, in der unter anderen der deutsche Nationalspieler Tim Ohlbrecht zu seinen Mannschaftskameraden zählte, gewann Fogg die Meisterschaft der „Minor League“ NBA Development League (D-League) 2013. Im Unterschied zu Ohlbrecht bekam Fogg aber keine Gelegenheit, sich bei den Rockets in der NBA zu beweisen, so dass er im Anschluss sein Heimatland verließ, um gegenüber der D-League besser dotierte Verträge in Europa zu bekommen. In der Saison 2013/14 spielte Fogg in der finnischen Korisliiga für Korikobrat aus Lapua, die am Saisonende auf dem zehnten und drittletzten Tabellenplatz die Play-offs um die Meisterschaft deutlich verpassten. Fogg selbst erzielte  mit 27 Punkten pro Spiel die mit Abstand beste durchschnittliche, individuelle Punktausbeute und wurde nach Saisonende als bester ausländischer „Import“spieler ausgezeichnet. In der folgenden Saison wechselte er in die belgische Scooore League zu den Giants aus Antwerpen, mit denen er auch im internationalen Vereinswettbewerb EuroChallenge 2014/15 spielte, in dem man in der zweiten Gruppenphase wegen des schlechteren direkten Vergleichs am russischen Vertreter BK Jenissei Krasnojarsk scheiterte. In der nationalen Meisterschaft erreichten die Giants wie in der Vorsaison den sechsten Platz und schieden in der ersten Play-off-Runde aus. Im Sommer 2015 gewann Fogg in der Mannschaft Overseas Elite mit D. J. Kennedy, dem besten Offensivspieler der Basketball-Bundesliga 2014/15, und mit Euroleague-Spieler Olaseni Lawal das hochdotierte Einladungsturnier The Basketball Tournament.
Wie sein bisheriger Antwerpener Mannschaftskamerad DeAndre Kane, der zu ratiopharm Ulm wechselte, ging auch Fogg anschließend in die höchste deutsche Spielklasse Basketball-Bundesliga und unterschrieb einen Vertrag bei den Eisbären aus Bremerhaven. Die Mannschaft, die in der Vorsaison nur knapp die Klasse gehalten hatte, geriet jedoch erneut in den Tabellenkeller und wechselte wie im Vorjahr den Trainer. Fogg konnte jedoch erneut seine individuellen Scoring-Qualitäten unter Beweis stellen und erzielte die bis dahin individuell beste Punktausbeute aller Spieler der laufenden Saison mit 35 Punkten in einem Spiel beim Auswärtssieg gegen die BG Göttingen kurz vor Weihnachten 2015. Knapp drei Wochen später durfte Fogg zum Abschluss der Hinrunde der Basketball-Bundesliga 2015/16 beim BBL All-Star Game teilnehmen.
Mit der Saison 2016/2017 wechselte Fogg zum spanischen Verein Unicaja Málaga.